# Велика хартія вольностей

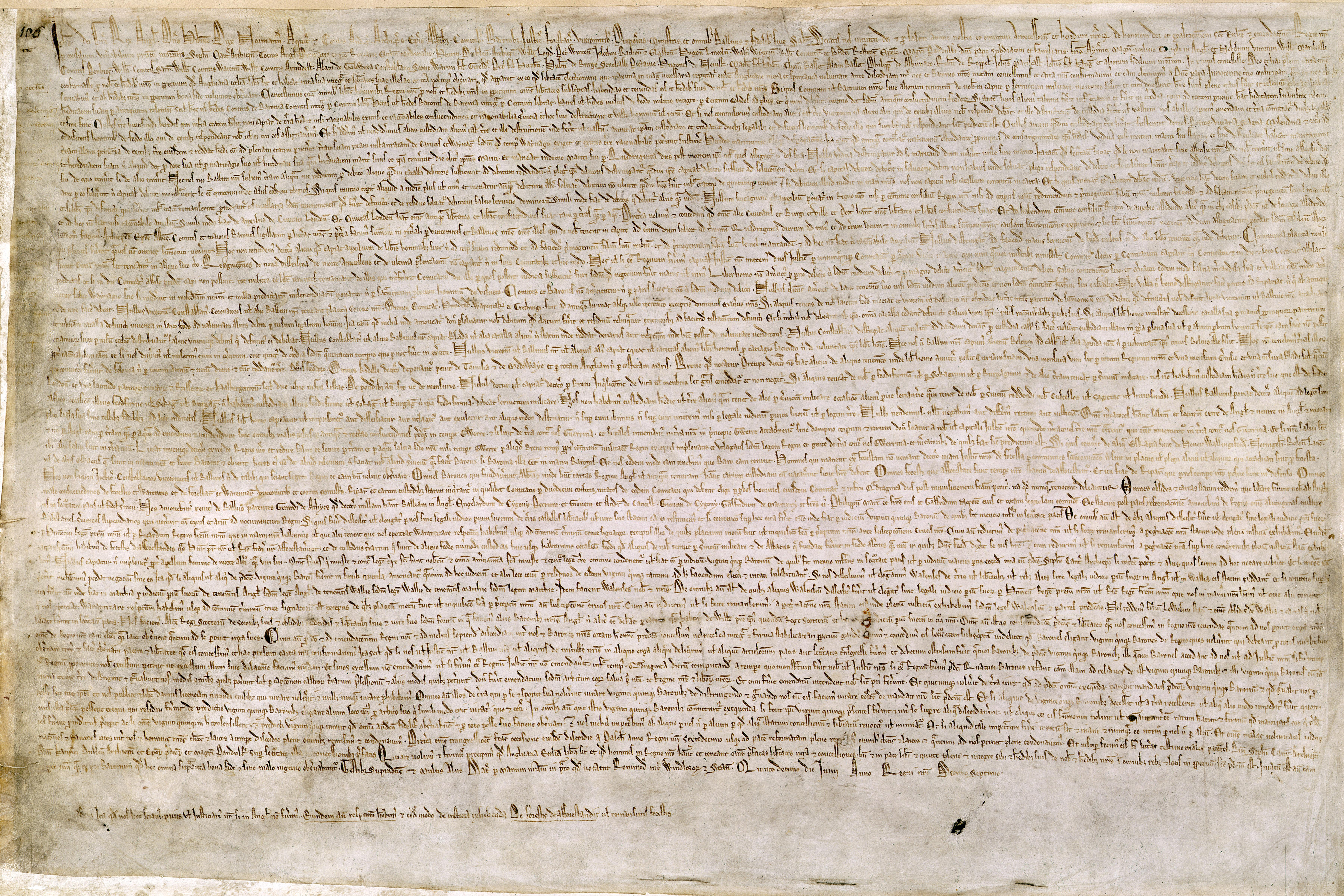
Завірена копія, що зберігається в Британській бібліотеці.

«Вели́ка ха́ртія во́льностей» 1215 року або Маґна Карта (середньов. лат. Magna Carta Libertatum, зазвичай Magna Carta) — перша «неписана» конституція Англії. Велика хартія вольностей вважається першим юридичним документом, у якому закладено основи концепції прав людини, створено передумови для подальшого утвердження свободи і верховенства права.

## Перший юридичний документ Англії
15 червня 1215 під натиском повсталих проти нього баронів, до яких згодом приєдналися також лицарі та містяни, англійський король Іоан Безземельний скріпив своєю печаткою Велику хартію вольностей (Magna Carta), 63 статті якої гарантували права і привілеї феодальної знаті, надання свободи дій церкві і зобов'язували короля дотримуватися державних законів.
Давньогрецькі філософи-софісти проголосили ідею рівності всіх людей від народження, тобто те, що люди мають однакові зумовлені природою права, які мусять гарантуватися законом. Цей принцип знаходив підтвердження та доповнення на кожному етапі розвитку людства. Зробили, зокрема, свій внесок у розвиток уявлень про права людини представники християнства, які поширювали ідеї рівності й свободи всіх людей незалежно від майнового стану та державної належності. Проте за доби рабовласництва й феодалізму йшлося про боротьбу за права лише панівного прошарку суспільства. Першим досягненням на цьому шляху й стала англійська Велика хартія вольностей 1215 р. Вона обмежувала права монарха, захищала права на приватну власність, недоторканість та свободу особистості від абсолютизму. Згодом Реформація, пік якої припав на XVI ст., принесла ідеї віротерпимості і свободи віросповідання, які дістали закріплення у законодавстві ряду європейських країн.
Велика хартія вольностей, обнародувана королем Іоаном Безземельним, мала на меті обмеження свавілля короля, надавала окремі привілеї лицарству, певним категоріям купців, верхівці вільного селянства та застерігала окремі права громадян (міщан) загалом.
Ця хартія, поряд із привілеями феодалів, закріпила основні, хоча й елементарні, права людини. Тут зокрема, говориться: «Жодна вільна людина не буде заарештована, або ув'язнена, або позбавлена володіння, або у будь-який (інший) спосіб знедолена… як за законним вироком рівних їй та за законом країни».
Напевне, коли англійський король Іоанн Безземельний ще в 1215 році підписував під тиском бунтівних баронів Велику хартію вольностей (Magna Charta libertatum), він і не здогадувався, що це стане могутнім поштовхом до утворення й розвитку органу, якому протягом усієї подальшої історії випаде честь відігравати роль рушійної сили в процесі розвитку не лише британської, а й усієї західної цивілізації. Саме Magna Charta, яка й по сьогодні є неодмінною складовою британської «конституції», заклала основи обмеженої монархії — форми державного правління, що з XVII ст. незмінно панує в Сполученому Королівстві Великої Британії та Північної Ірландії.
Початок парламентаризму в Англії було покладено підписанням королем Іанном Безземельним саме Великої Хартії вольностей 1215 року, а сама назва «парламент» походить від давньофранцузького слова «parler» — «говорити». Британський парламент складається з трьох гілок: Палата лордів (House of Lords), Палата громад (House of Commons) та Корони (Sovereign).

## Передумови прийняття Хартії
Брат Річарда Іоанн Безземельний (1199—1216) був правителем без великого таланту й енергії, вів безуспішну боротьбу за французькі землі і не мав значної підтримки. Його нехтування Нормандією призвело до втрати цих територій, зокрема володінь англійської знаті, що вкрай їх обурило. Крім того, Іоан відмовився прийняти архієпископом папського кандидата Стефана Ленгтона, що призвело до інтердикту 1208 року. 1209 року Папа Інокентій ІІІ відлучив Іонана від церкви. Лише 1213 року Іоан підкорився тиску Папи, визнав себе його васалом і прийняв Ленгтона. Також Папа зобов'язав Англію та Ірландію сплачувати щорічну данину 1000 марок. Іоан продовжував боротьбу за Нормандію, але в бою під Бувеном 1214 року французи розгромили його військо.
Невдачі короля викликали проти нього повстання англійської знаті. Крім того, дізнавшись про рішення Іоана визнати себе васалом папи й платити йому данину в розмірі тисяча марок сріблом щороку, лорди Англії почали війну проти короля. Він не мав симпатій в Англії, бо тримався гордо, і все зазначав свої монархічні права, а поза тим більше дбав про свої спадщинні землі у Франції, ніж про англійську державу. Найвизначніші світські й духовні вельможі зажадали, щоб він повернув давні, «саксонські», права й вольності. Король спочатку не хотів йти на поступки, але коли лондонське міщанство пристало до повсталих, він мусив здатися. 15 червня 1215 року недалеко від Віндзора він підписав Велику хартію вольностей, що стала основою англійської конституції.

## Зміст Хартії
Хартія вміщувала 63 статті, що регулювали питання права власності, свободи та особистої недоторканності англійських баронів (інших осіб, які володіли землею) та охороняла їх від абсолютної королівської влади й обмежувала владу короля і чиновників над людиною. Наприклад, ст. 39 Хартії проголошувала, що жодна вільна людина не буде заарештована чи ув'язнена, чи позбавлена володіння, чи якимось іншим шляхом знедолена без наявності на те законного вироку згідно із законами країни. Статтями 41 і 42 Хартії закріплені права кожного вільно пересуватися в межах країни та виїжджати за межі королівства. Саме Хартія започаткувала нормативне закріплення обмеження свавілля абсолютизму і мала значення не лише для Англії, а й для світової юридичної думки.
Повний текст Великої Хартії нараховує 63 статті, які розміщені без певної системи. Усі статті умовно поділяють на три групи:
1. Статті, що стосуються матеріальних інтересів різних соціальних груп населення (ст. 1, 2, 9, 13, 15, 18).
2. Статті, що реформують державний механізм англійської держави (ст. 12, 14, 61).
3. Статті, що встановлюють принципи діяльності судово-адміністративного апарату (ст. 17, 20, 21, 39, 40).

Велика Хартія вольностей була підтверджена королем Генріхом ІІІ в 1225 і остаточно Едуардом І в 1297 році. Разом з тим, зміст Великої Хартії вже в XIII ст. зазнав суттєвих змін. Перш за все, було виключено статтю 61, яка ставила короля під нагляд баронської олігархії.
З 63 статей Хартії, що регулювали відносини англійського монарха з його підданими, 30 виражали інтереси баронів, 7 — лицарства і фрігольдерської верхівки, 3 — містян.
У статті 1 зазначалось, що англійська церква вільна і повністю володіє своїми правами. Її сеньйором визнавався папа римський. Усім вільним людям Хартія гарантувала їхні звичаї і вольності. Сума рельєфу за вступ у володіння спадщиною померлого барона або графа чітко фіксувалась. Неповнолітній спадкоємець звільнявся від сплати рельєфу і мита. Для збереження баронії вдові феодала заборонялось виходити заміж удруге без згоди короля.
Згідно з Хартією «щитові гроші» й допомогу король міг стягувати лише за згодою Ради королівства. Порядок збирання грошей на викуп короля з полону, а також на випадок посвячення в лицарство первородного сина, одруження старшої дочки монарха був таким, як і раніше, але сума мала бути помірною.
Піддані королівства дістали право виїжджати з країни «повертатись у повній безпеці по суші і по воді». Акт обмежував право сеньйора відбирати у васала фрігольд, тому що це міг тепер зробити лише шериф за наказом короля.
У статті 39 зазначалось, що «жодна вільна людина не буде заарештована чи ув'язнена або позбавлена володіння чи знедолена будь-яким (іншим) способом», що король не виступить проти неї інакше, ніж відповідно до вироку рівних з ним (перів) і згідно з законом. Отже, ця стаття проголошувала гарантію особистого і майнового захисту від королівського свавілля не тільки баронів, а й усіх вільних підданих. Ідея законності фіксувалась і в статті 40: «Нікому не будемо продавати права і справедливості, нікому не будемо відмовляти в них або сповільнювати їх».
На момент прийняття Хартія відповідала насамперед інтересам баронів. Іоанн клявся, що, коли порушить підписану ним Хартію, відмовиться додержувати вольності баронів, то вони разом з «общиною всієї землі» можуть примусити його «всіма способами» виконувати взяті зобов'язання. Визнавалась лише особиста недоторканість короля, його дружини і дітей.
Для контролю за додержанням Хартії король утворив раду з 25 баронів. Пізніше з неї утворився парламент Англії.
Зразу після закінчення смути Іоанн відмовився від Хартії. У наступний період Хартія була майже забута, проте напередодні революції радикальні парламентарії посилались на неї дедалі частіше. Вона стала юридичним символом y боротьбі проти абсолютизму.
Статуї 18 баронів, що примусили короля підписати Хартію, і нині прикрашають Палату лордів.

## Найважливіші постанови
1. За англійською церквою закріплено всі давні права й вольності, а передусім вільний вибір єпископів.
2. Податки король буде накладати за згодою ради королівства, до якої входять єпископи, графи, барони і безпосередні королівські васали, тільки у трьох випадках король може сам накласти данину: для викупу себе з неволі; коли вводять первородного сина у лицарський стан; коли віддає заміж найстаршу доньку.
3. Місто Лондон і всі менші міста та містечка отримують свої давні права.
4. Васали мають виконувати на своїх землях тільки таку службу, яка їм була назначена; забороняється примушувати лицаря до грошових оплат, коли він хоче службу виконувати особисто.
5. Вільної людини не можна ув'язнити або жодним іншим способом покарати без судового присуду.
6. Накладати кару можна тільки на основі свідчень присяжних свідків; забороняється забирати в засудженого майно, потрібне для його утримання.
7. Забороняється забирати ліс на будову замків без згоди власника; забороняється брати у вільної людини коней і вози без її дозволу.
8. Усі права має охороняти колегія, складена з 25 баронів (вельмож); коли король або котрий з урядовців порушить закон, барони мають короля про це повідомити; коли ж король не направить кривди впродовж 40 днів, барони разом з усім населенням можуть його примушувати і зневолювати всякими можливими способами, займаючи королівські землі, замки й маєтності, аж поки король не приверне справедливості. Але особи короля, королеви та королівських дітей лишаються недоторканими.

Зміст
1. По-перше, дали ми перед Богом свою згоду і цією хартією нашою підтвердили за нас і за спадкоємців наших на вічні часи, щоб англійська церква була вільною і володіла своїми правами у цілості і своїми вільностями недоторканими… Пожалували ми також усім вільним людям королівства нашого за нас і за спадкоємців наших на вічні часи усі нижчеописані вільності, щоб мали їх і володіли ними вони і їх спадкоємці від нас і від наступників наших.
2. Якщо хтось із графів або баронів або інших володільців, що тримають від нас безпосередньо за військову повинність, помре, і на момент його смерті спадкоємець його буде повнолітнім і зобов'язаний буде платити рельєф (рельєф — плата васала за право володіння спадковими землями), то він (спадкоємець) має одержати свою спадщину після сплати старовинного рельєфу, тобто спадкоємець або спадкоємці графа (мають заплатити) за графську баронію сто фунтів (стерлінгів), спадкоємець або спадкоємці барона за баронію — 100 фунтів, спадкоємець або спадкоємці лицаря, що володіє лицарським ф'єфом (феодом), — 100 шилінгів і не більше; хто менше має платити, нехай і дає менше, згідно з давнім звичаєм ф'єфів.
3. Якщо ж спадкоємець кого-небудь із таких (володільців) буде неповнолітнім і перебуватиме під опікою, то, досяг-ши повноліття, нехай одержує свою спадщину без плати рельєфа і мита.
8. Ніяку вдову не можна змушувати взяти шлюб, доки вона бажає жити без чоловіка; проте так, щоб подала поручення, що не одружиться без нашої згоди, якщо вона від нас володіє, або без згоди свого сеньйора, від якого вона володіє, якщо вона від когось іншого (а не від нас) одержала володіння.
9. Ні ми, ні наші чиновники не будемо захоплювати ні землі, ні доходи з неї за борг, поки рухомого (майна) боржника вистачає для сплати боргу; і поручники власне боржника не змушуватимуться (до сплати боргу), поки сам головний боржник буде спроможним заплатити борг.
12. Ні щитові гроші, ні допомога не повинні стягуватись у королівстві нашім, як тільки за загальною порадою королівства нашого, окрім того, якщо це не для викупу нашого із полону, і не для введення у лицарі найстаршого сина нашого, і не для першого шлюбу дочки нашої найстаршої; для цього необхідно давати лише помірну допомогу, і таким же чином необхідно діяти і стосовно допомоги від міста Лондона.
13. І місто Лондон може мати всі стародавні вільності і вільні свої звичаї як на суші, так і на воді. Окрім того, ми бажаємо і дозволяємо, щоб усі інші міста і бурги, і містечка, і порти мали усі вільності і вільні свої звичаї.
14. А для того, щоб мати загальну раду королівства при стягненні допомоги в інших випадках, окрім вищезгаданих, або для стягнення щитових, ми накажемо покликати архієпископів, єпископів, абатів, графів і старших баронів нашими листами і за нашими печатками; і окрім того, накажемо покликати огулом через шерифів і бейлифів наших усіх тих, хто володіє від нас безпосередньо на певний день, тобто принаймні за сорок днів до початку, і у певне місце; і в усіх тих містах пояснимо причину запрошення…
15. Ми не дозволимо надалі нікому брати допомогу із своїх вільних людей, окрім як для викупу його з полону і для введення у лицарі його найстаршого сина, і для одруження першим шлюбом його найстаршої дочки; для цього потрібно брати лише помірну допомогу.
16. Ніхто не має бути змушений відбувати більшу службу за свій лицарський лен або за інше вільне володіння, ніж та, яка має бути.
20. Вільна людина буде оштрафована за малий проступок тільки згідно з проступком, а за більший проступок буде оштрафована згідно з тяжкістю проступку, до того ж має залишатися недоторканим її основне майно; таким же чином (буде оштрафований) і купець, і його товар залишиться недоторканим; і віллан таким же чином буде оштрафований, і у нього залишиться недоторканим його інвентар, якщо вони будуть оштрафовані з нашого боку; і ніякий із названих штрафів не буде накладено інакше, як на основі клятвених свідчень чесних людей із сусідів.
21. Графи і пери будуть оштрафовані не інакше, як самими своїми перами і тільки згідно з тяжкістю проступку.
39. Жодна вільна людина не буде оштрафована, або ув'язнена, або позбавлена володіння, або якимось іншим чином обездолена, і ми не підемо на неї і не пошлемо на неї, тільки як за законним рішенням рівних їй (її перів) і за законом країни.
40. Нікому не будемо продавати права і справедливості, нікому не будемо відмовляти у них або затримувати їх.
41. Усі купці повинні мати право вільно і безпечно виїздити з Англії і в'їздити до Англії, і перебувати, і їздити по Англії як на суші, так і на воді, для того, щоб купувати і продавати без усяких протизаконних мит, сплачуючи лише старовинні і справедливі звичаєм встановлені мита, за винятком воєнного часу і якщо вони будуть із землі, що воює проти нас; і коли такі з'являться на нашій землі на початку війни, вони мають бути затримані без шкоди для їх тіла і майна, доки ми або великий юстиціарій (глава королівської адміністрації) наш не дізнаємось, як поводяться з купцями нашої землі, що перебувають у землі, що воює проти нас; і якщо наші там у безпеці, то і ті інші мають бути у безпеці на нашій землі.
45. Ми будемо призначати суддів, констеблів, шерифів і бейлифів (посадських осіб на місцях) тільки із тих, які знають закон королівства і мають бажання його добросовісно виконувати.
61. … Створюємо і жалуємо гарантію, щоб барони обрали 25 баронів із королівства, кого забажають, які повинні усіма силами дотримуватися і охороняти і змушувати дотримуватися миру і вільностей, які ми їм пожалували і цією Хартією підтвердили…
І коли ми не виправимо порушень або коли ми будемо за межами королівства, і юстиціарій наш не виправить протягом сорока днів, рахуючи з того часу, коли було вказано це порушення нам або юстиціарію нашому, якщо ми перебували за межами королівства, то … чотири барони доповідають про це решті з 25 баронів, і ті 25 баронів спільно з громадою усієї землі будуть змушувати і тіснити нас усіма способами, якими тільки можуть, тобто через захоплення фортець, земель, володінь і усіма іншими способами, якими можуть, поки не буде виправлено (порушення) згідно з їхнім рішенням; недоторканою залишаються наша особа і особа королеви нашої і дітей наших; а коли виправлення буде зроблено, вони знову будуть слухатись нас, як робили раніше.